# Электронное устройство

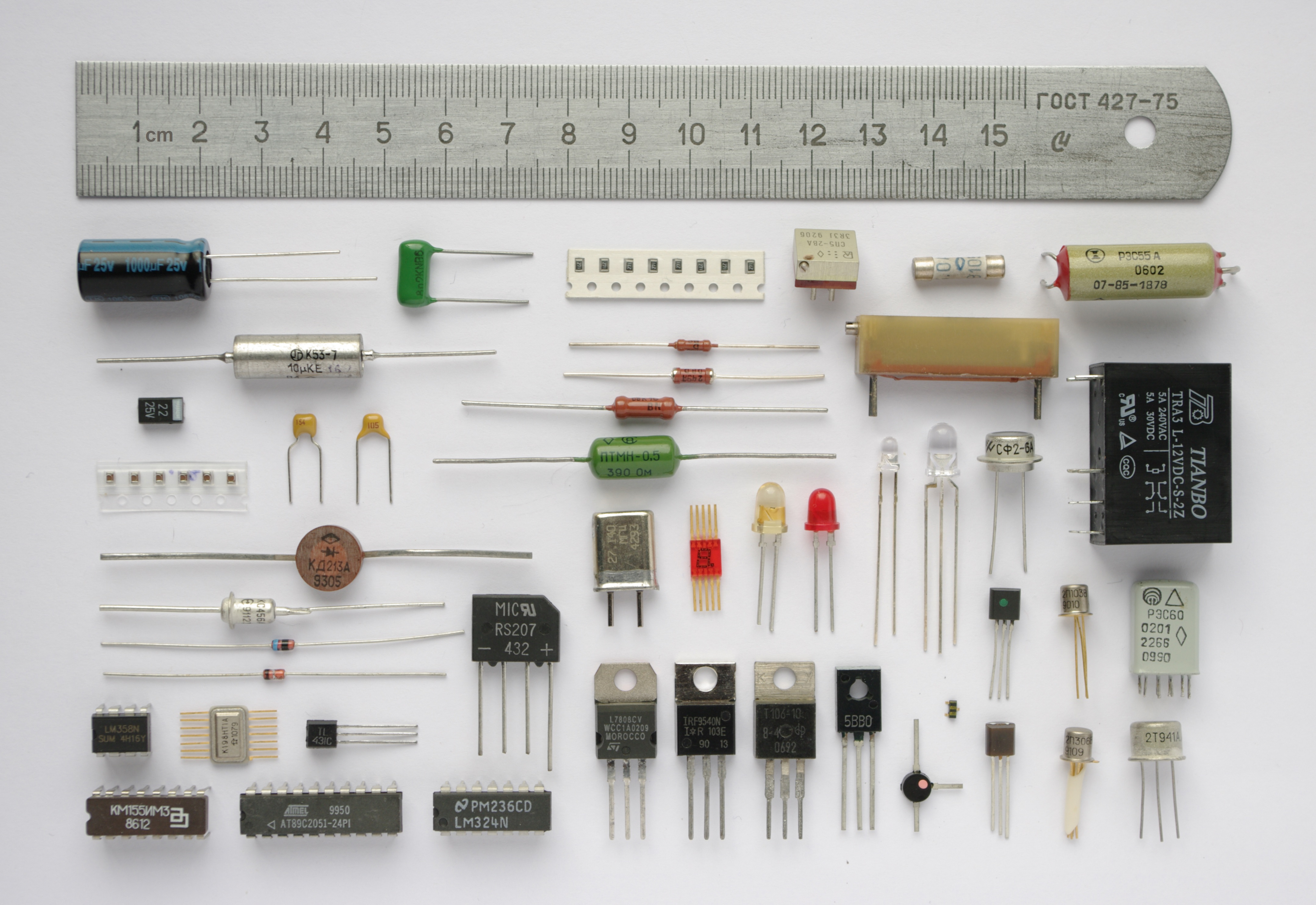
Различные электронные компоненты

Электронное устройство — электронный прибор/устройство, созданный из электронных компонентов (принцип действия которых основан на взаимодействии заряженных частиц с электромагнитными полями), используемых для преобразования электромагнитной энергии (например для передачи, обработки и хранения информации).
Наиболее характерные задачи таких устройств: генерирование, усиление, приём электромагнитных колебаний с частотой до {\displaystyle 10^{12}} Гц, а также инфракрасного, видимого, ультрафиолетового и рентгеновского излучений ({\displaystyle 10^{12}} — {\displaystyle 10^{20}} Гц). Возможность таких преобразований обусловлена малой инерционностью электрона.

## Классификация

### Слаботочная электроника
- Аналоговые
  - Усилитель
  - Операционный усилитель
  - Фазоинвертор
  - Компаратор
  - Генератор
  - Мультивибратор
  - Фильтр
  - Смеситель
  - Аналоговый умножитель
  - Импедансный согласователь
  - Аналоговый компьютер
- Цифровые
  - Логический элемент:
    - элемент НЕ
    - Вентиль

  - Триггер
  - Компаратор
  - Генератор тактовых импульсов
  - Счётчик (электроника)
  - Шифратор (электроника)
  - Дешифратор
  - Мультиплексор (электроника)
  - Демультиплексор
  - Регистр (цифровая техника)
  - Полусумматор
  - Сумматор
  - Цифровой компаратор
  - Арифметическо-логическое устройство (АЛУ)
  - Микроконтроллер
  - Микропроцессор
  - Микрокомпьютер
  - Запоминающие устройства (память)

### Силовая электроника
- Выпрямитель
- Источник питания
- Магнитный усилитель

## Надёжность электронных устройств
Надёжность электронных устройств зависит от надёжности самого устройства и надёжности электроснабжения.
Надёжность самого электронного устройства определяется надёжностью элементов, надёжностью соединений, надёжностью схемы (схемотехники) и др.
Графически надёжность электронных устройств отображается кривой отказов (зависимость числа отказов от времени эксплуатации).
Типовая кривая отказов имеет три участка с качественно разным наклоном: на первом участке число первоначальное отказов уменьшается («вылазят» дефекты проектирования/сборки/монтажа/некачественных комплектующих); на втором участке число отказов стабилизируется и почти постоянно до третьего участка; на третьем участке число отказов постоянно растёт (из-за физической изношенности и деградации компонентов/монтажа), вплоть до полной непригодности эксплуатации устройства.